# جون فارار
جون فارار (بالإنجليزية: John Farrar)‏ هو رياضياتي وأستاذ جامعي أمريكي، ولد في 1 يوليو 1779 في لينكولن في الولايات المتحدة، وتوفي في 8 مايو 1853 في كامبريدج في الولايات المتحدة.